# Okhamandal
Okhamandal fou una antiga taluka del prant d'Amreli al principat de Baroda, a l'extrem oest de Kathiawar, amb una superfície de 694 km² i una població de 22.689 habitants el 1901. Va ser cedida al Gaikwar de Baroda el 1817 però els habitants locals, els waghers, es van revoltar diverses vegades i van haver de ser sotmesos per britànics i forces de Baroda. La principal ciutat és Dwarka (7.535 habitants) i hi havia 43 pobles.